# Nemzeti Liberális Párt (Románia)
A Nemzeti Liberális Párt (románul Partidul Național Liberal, PNL) román jobbközép konzervatív liberális párt, 2004 és 2008 között kormánypárt volt. Románia parlamentjében a harmadik legnagyobb frakciója van.
2007 áprilisáig a parlamenti többséget birtokló Igazság és Igazságosság Szövetség (D. A.) fő ereje volt, a Demokrata Párt azonban ekkor kivált a koalícióból és azután a Nemzeti Liberális Párt kisebbségi kormányt alkotott a Romániai Magyar Demokrata Szövetséggel (RMDSZ). A kormányfő Călin Popescu-Tăriceanu maradt.
A PNL tagja a Liberális Internacionálénak és az Európai Liberális Demokrata és Reform Pártnak (ma Liberálisok és Demokraták Szövetsége Európáért). 2014-től a párt az Európai Néppárt tagja.
A párt, amelynek elnök-miniszterelnöke konfliktusba került Traian Băsescu államfővel és 2007 májusában hiába próbálta meg elmozdítani népszavazással az államelnököt, szeretné elérni, hogy a közvetlen választás helyett a jövőben az elnököt a parlament válassza.
2012-től 2014-ig a párt a Szociáldemokrata Párttal együtt kormányzott, Szociálliberális Unió (Uniunea Social-Liberală – USL) néven, a szövetség egyik társelnöke Crin Antonescu pártelnök volt. 2012-ben, Traian Băsescu második felfüggesztése idején, a Szenátus elnökeként ideiglenesen ő gyakorolta az államfői jogköröket.
2014 februárjában a PNL kilépett a kormányból, és felbomlott a Szociálliberális Unió. A 2014 májusában megtartott európai parlamenti választáson a várakozásoknál gyengébb, 15,01%-os eredményt ért el a PNL, emiatt Crin Antonescu lemondott pártelnöki posztjáról. Helyét az akkori nagyszebeni polgármester, a későbbi államelnök, az erdélyi szász nemzetiségű Klaus Johannis vette át, aki a PNL és a Demokrata Liberális Párt (PDL) közös jelöltjeként megnyerte a 2014-es elnökválasztást. Ez az együttműködés (Keresztény-Liberális Szövetség – ACL) vezetett el a két nagy jobbközép párt egyesüléséhez, mely során PDL beolvadt a PNL-be, így a PNL nevét őrizte meg az egyesült párt. 2016-ig két társelnök, Vasile Blaga a PDL utolsó elnöke, és Alina Gorghiu vezeti a pártot. 2016 végén Blaga, majd Gorghiu is lemondott (utóbbi a parlamenti választáson elért gyenge eredmény miatt), majd a pártot, a 2017-es tisztújító kongresszusig Raluca Turcan vezette.
A kongresszuson három jelölt közül került ki az új pártelnök: az apai ágon magyar gyökerekkel rendelkező Ludovic Orban volt közlekedési miniszter, Cristian Bușoi EP-képviselő, a párt főtitkára, és Viorel Cataramă, a párt bukaresti 2. kerületi szervezetének alelnöke szálltak harcba az elnöki székért. Végül Orbant választotta a kongresszus a párt új elnökévé.
A 2021 őszi tisztújító-kongresszuson a párt Florin Cîțut választotta elnökké.
Miután Cîțu lemondott, a védelmi miniszter Nicolae Ciucă vette át a pártvezetői posztot, 2021. november 25-én.

## Ismertebb pártpolitikusok
- Ion C. Brătianu, első főtitkár (1891-ig)
- Ion I. C. Brătianu, ötször volt miniszterelnök és többször külügyminiszter
- Ion G. Duca, Miniszterelnök
- Radu Câmpeanu (1922–2016), 1990-ben ő lett a pártelnök[3]
- Mircea Ionescu-Quintus, pártelnök az 1990-es években
- Dinu Patriciu, vállalkozó
- Călin Popescu-Tăriceanu, miniszterelnök 2004 és 2008 között, volt pártelnök, 2005-től márciusától 2009 március 20.-ig
- Crin Antonescu, volt pártelnök, szenátusi elnök
- Csibi Magor Imre, volt európai parlamenti képviselő
- Ludovic Orban, korábbi pártelnök (2017-21), miniszterelnök (2018-2020) , képviselőházi elnök (2020-21), és közlekedési miniszter (2007-08).

## Ideológia
A párt konzervatív liberális szellemiségű, társadalmi és gazdasági kérdésekben liberális álláspontot képvisel.  Támogatják az adócsökkentést, a privatizálást és az állam kisebb szerepvállalását a gazdaságban. .

## Szatellit szervezetei
- Nemzeti Liberális Ifjúság (Tineretul Național Liberal (TNL)) www.tnl.ro Archiválva 2021. október 18-i dátummal a Wayback Machine-ben
- Liberális Diák Klubok (Cluburile Studențești Liberale (CSL)) www.csl.ro
- Liberális Nők Szervezete (Organizația Femeilor Liberale (OFL)) www.onfl.ro
- Liberális Kollegiális Csoport (Gruparea Colegială Liberală (GCL))